# Koszutka
Koszutka (tedesco Kossutka) è una frazione settentrionale di Katowice, in Polonia, la meno estesa della città (1,38 km²). Confina a nord con Wełnowiec-Józefowiec, a est con Bogucice, a sud con Śródmieście e a ovest con Dąb.

## Geografia fisica
La popolazione conta 12 431 abitanti (2007). La porzione settentrionale è occupata da ville, la meridionale da bassi edifici degli anni 1950 e da alti complessi residenziali più recenti.

## Storia
Koszutka fu fondata nel XVII secolo come colonia di Bogucice. La sua maggior espansione ebbe luogo nel XIX secolo, ma l'incendio pluriennale della miniera Fanny provocò il cedimento del suolo e interruppe lo sviluppo edilizio. Negli anni 1930 fu edificata la parte occidentale dell'odierno viale Korfanty. Nel 1924 Koszutka e Bogucice erano già state integrate in Katowice. Durante il regime socialista Kosutka era nota come Quartiere operaio Marchlewski (Osiedle Robotnicze im. J. Marchlewskiego); furono demoliti i preesistenti familoki e l'area fu edificata con più moderni blocchi abitativi di pochi piani. Alla fine degli anni 1960 sorsero i cosiddetti blocchi blu (niebieskie bloki), molto più elevati, e i complessi edilizi di via Chorzowska, comunemente detti padiglioni.
Sempre negli anni 1960 entrò in funzione anche la Scuola elementare 57, la Scuola superiore liceo IX e il Centro culturale di quartiere.